# ویلیام پیم
ویلیام پیم (انگلیسی: William Pimm; ۱۰ دسامبر ۱۸۶۴ – ۱۹۵۲) تیرانداز اهل بریتانیا بود.
وی در مسابقات کشوری و بین‌المللی در مجموع برندهٔ ۲ مدال طلا، ۱ مدال نقره شده‌است.